# Cory Walker
Cory Walker (1980) è un fumettista statunitense, noto per essere il disegnatore della serie Invincible dell'Image Comics, di cui è anche co-creatore con Robert Kirkman. Con Kirkman ha collaborato anche a diversi fumetti per la Marvel Comics.
Nel 2020 è stato il lead designer della serie animata Invincible.

## Opere

### Image Comics
- Superpatriot : America's Fighting Force # 1–4 (2002)
- Invincible n. 1–7, 25, 50, 66–67, 85–86, 93–96, 100, 127–132, 144 (2003–2018)
- Battle Pope # 9-10 (2006)
- Science Dog n. 1–2, 25 (2010-11, 2020)

### Marvel Comics
- Spider-Man Unlimited (Vol.3) # 4 (2004)
- Marvel Team-Up # 14, 19 (2005, 2006)
- I Heart Marvel : Web of Romance # 1 (2006)
- The Irredeemable Ant-Man # 7–8 (2007)
- The Punisher War Journal (Vol.2) # 13 (2007)
- Distruttore MAX # 1–5 (2007)

### DC Comics
- Shadowpact # 3, 6 (2006)